# Panglaphyra pseudomarginicollis
Panglaphyra pseudomarginicollis är en skalbaggsart som beskrevs av Allard 1995. Panglaphyra pseudomarginicollis ingår i släktet Panglaphyra och familjen Cetoniidae. Inga underarter finns listade i Catalogue of Life.